# シトルリナーゼ
シトルリナーゼ(Citrullinase、EC 3.5.1.20)は、以下の化学反応を触媒する酵素である。
L-シトルリン + 水{\displaystyle \rightleftharpoons }L-オルニチン + 二酸化炭素 + アンモニア
従って、この酵素の基質は、L-シトルリンと水の2つ、生成物はL-オルニチンと二酸化炭素とアンモニアの2つである。
この酵素は加水分解酵素、特に鎖状アミドの炭素-窒素結合に作用するものに分類される。系統名は、L-シトルリン N5-カルバモイルジヒドロラーゼ(L-citrulline N5-carbamoyldihydrolase)である。他に、citrulline ureidase、citrulline hydrolase、L-citrulline 5-N-carbamoyldihydrolase等とも呼ばれる。